# Mauro Galvão
Mauro Galvão, född den 19 december 1961 i Porto Alegre, Brasilien, är en brasiliansk fotbollsspelare som tog OS-silver i fotbollsturneringen vid de olympiska sommarspelen 1984 i Los Angeles.